# Stargate Universe
Pour les articles homonymes, voir Stargate (homonymie).
Stargate Atlantis Stargate Origins
Stargate Universe ou La Porte de l'Univers au Québec, est une série télévisée américano-canadienne en 40 épisodes de 42 minutes, créée par Brad Wright et Robert C. Cooper et diffusée entre le 2 octobre 2009 et le 9 mai 2011 sur Syfy aux États-Unis et sur Space au Canada. Au Québec, la série a été diffusée à partir du 23 août 2010 sur Ztélé. En France, la série a été diffusée entre le 29 octobre 2010 et le 23 septembre 2011 sur Série Club.
Stargate Universe est la troisième série de la franchise de science-fiction Stargate après Stargate SG-1 et Stargate Atlantis. L'histoire démarre avec l'attaque extraterrestre d'une base militaire humaine située sur une exoplanète suivie de l'évacuation en catastrophe des rescapés à bord du vaisseau spatial Destinée — voyageant à plusieurs milliards d'années-lumière de la Terre — grâce à l'utilisation du neuvième chevron de la porte des étoiles.
Le ton de la série, tant dans son scénario que dans sa réalisation, est beaucoup plus sombre et sérieux que dans les autres séries de la franchise. Stargate Universe a ainsi reçu un accueil public et critique plus réservé que ses prédécesseurs. Par conséquent, le 16 décembre 2010, Syfy décide de son annulation à l'issue de la deuxième saison. La série a connu une suite sous la forme de comic books publiés entre juin 2017 et septembre 2018.

## Synopsis
Après avoir résolu un problème mathématique vieux de plusieurs milliers d'années, écrit dans une autre langue et caché dans un jeu vidéo, le jeune Eli Wallace est appelé à contribuer au projet « Porte des étoiles » avec le professeur Nicolas Rush sur la base Icare, située sur une exoplanète de la Voie lactée et où se trouve l'énergie nécessaire à l'utilisation du neuvième chevron de la porte des étoiles, provenant du noyau de la planète.
Lors d'une attaque de la base, le professeur Nicolas Rush voit sa dernière chance de composer l'adresse à neuf chevrons et réussit, grâce au jeune Eli, à ouvrir un vortex stable. Les survivants débarquent sur le Destinée, un vaisseau ancien qui aurait servi à explorer les frontières de l'univers tout en suivant la trajectoire de plusieurs vaisseaux servant à disséminer des Portes des étoiles dans l'univers. La planète abritant la base Icare est détruite durant l'attaque, ce qui isole de la Terre les nouveaux passagers.
Piégé à plusieurs milliards d'années-lumière de la Terre, le groupe hétérogène des rescapés dirigé par le colonel Everett Young et le professeur Nicolas Rush tente alors de survivre sur le vaisseau en pilotage automatique, et dont la plupart des systèmes sont vétustes et peuvent lâcher à tout moment. Heureusement, la porte des étoiles embarquée à bord leur permet par intermittence d'explorer d'autres planètes pour y trouver des ressources. De plus, l'équipage reste en contact avec la Terre grâce à une technologie appelée « pierres de communication » permettant à deux personnes d'échanger leurs corps même à de très larges distances.
Le ton de la série, que ce soit dans son scénario ou sa réalisation, est beaucoup plus sombre et sérieux que dans les autres séries de la franchise. Les rapports humains des personnages, majoritairement conflictuels, sont très présents. La narration explore aussi leurs personnalités en profondeur, notamment via de nombreux flashbacks.

## Distribution

### Distribution principale
- Robert Carlyle (VF : Boris Rehlinger) : Dr Nicholas Rush, directeur scientifique de la base Icare
- Justin Louis (VF : Bruno Dubernat) : Colonel Everett Young, commandant de la base Icare et du Destinée
- David Blue (VF : Christophe Lemoine) : Eli Wallace
- Ming-Na Wen (VF : Yumi Fujimori) : Camile Wray, représentante de la CIS
- Brian J. Smith (VF : Sylvain Agaësse) : Lieutenant Matthew Scott
- Jamil Walker Smith (VF : Serge Faliu) : Sergent Ronald Greer
- Elyse Levesque (VF : Céline Melloul) : Chloe Armstrong
- Alaina Huffman (VF : Charlotte Marin) : Lieutenant Tamara Johansen, infirmière de bord

Galerie des acteurs principaux
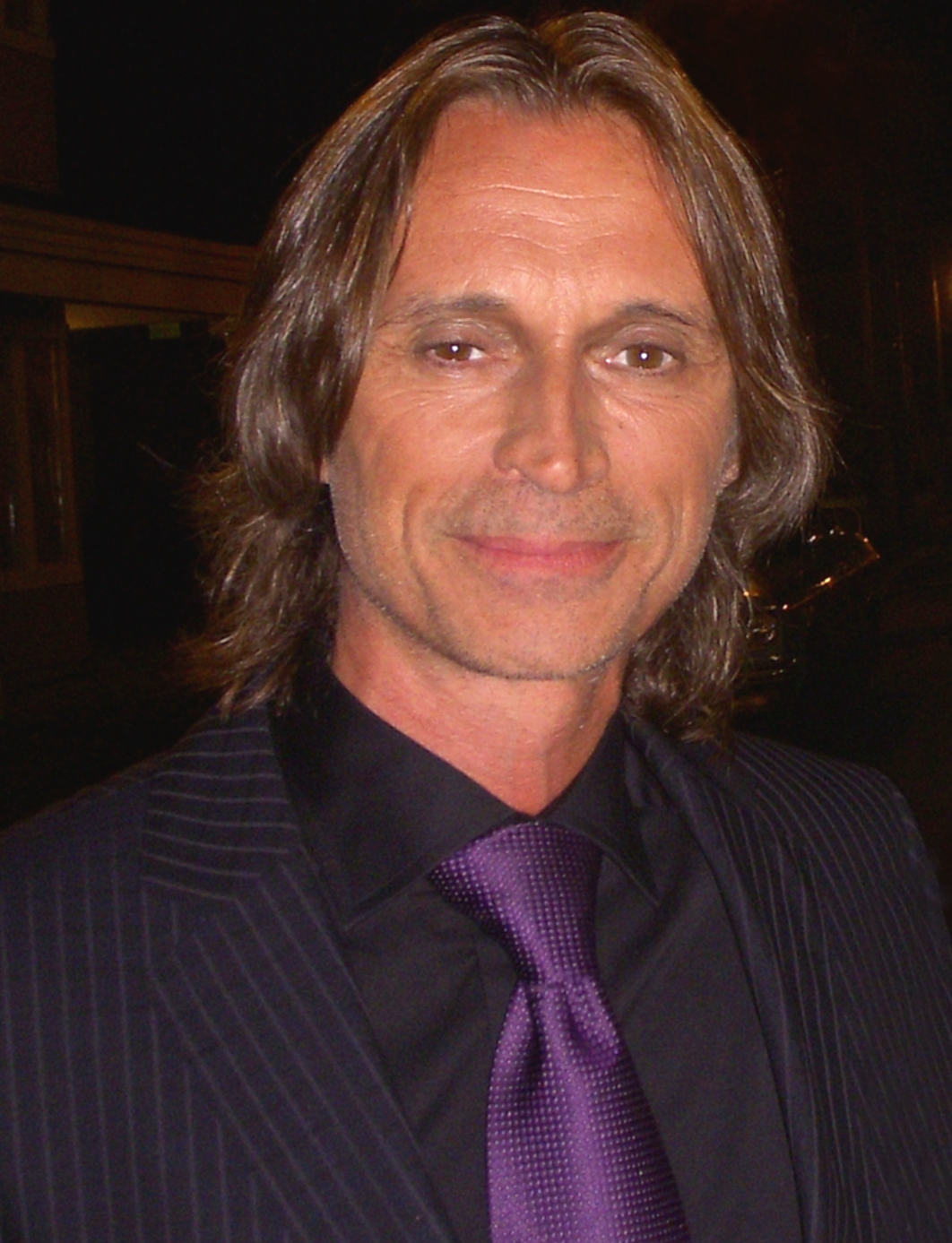
Robert Carlyle
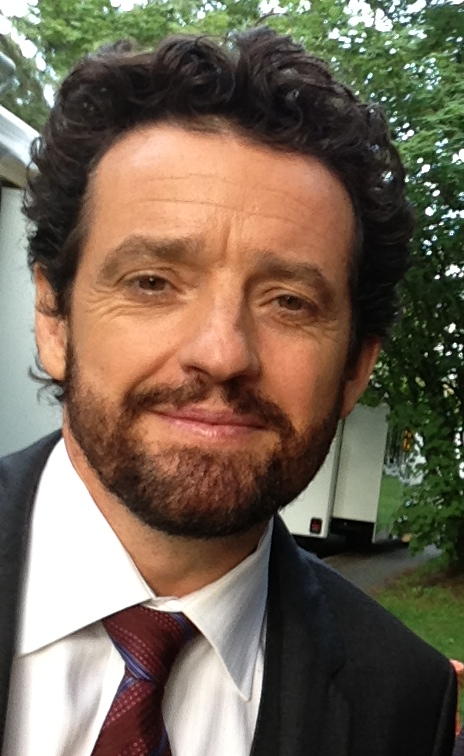
Justin Louis
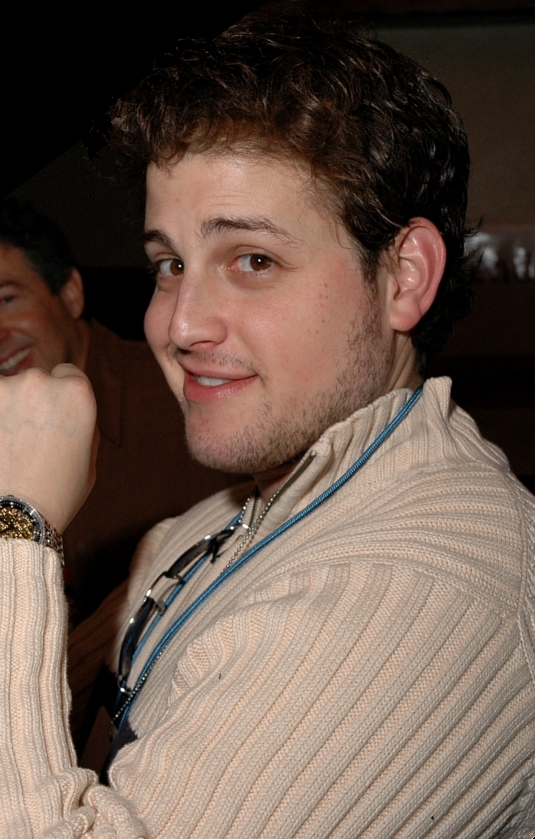
David Blue
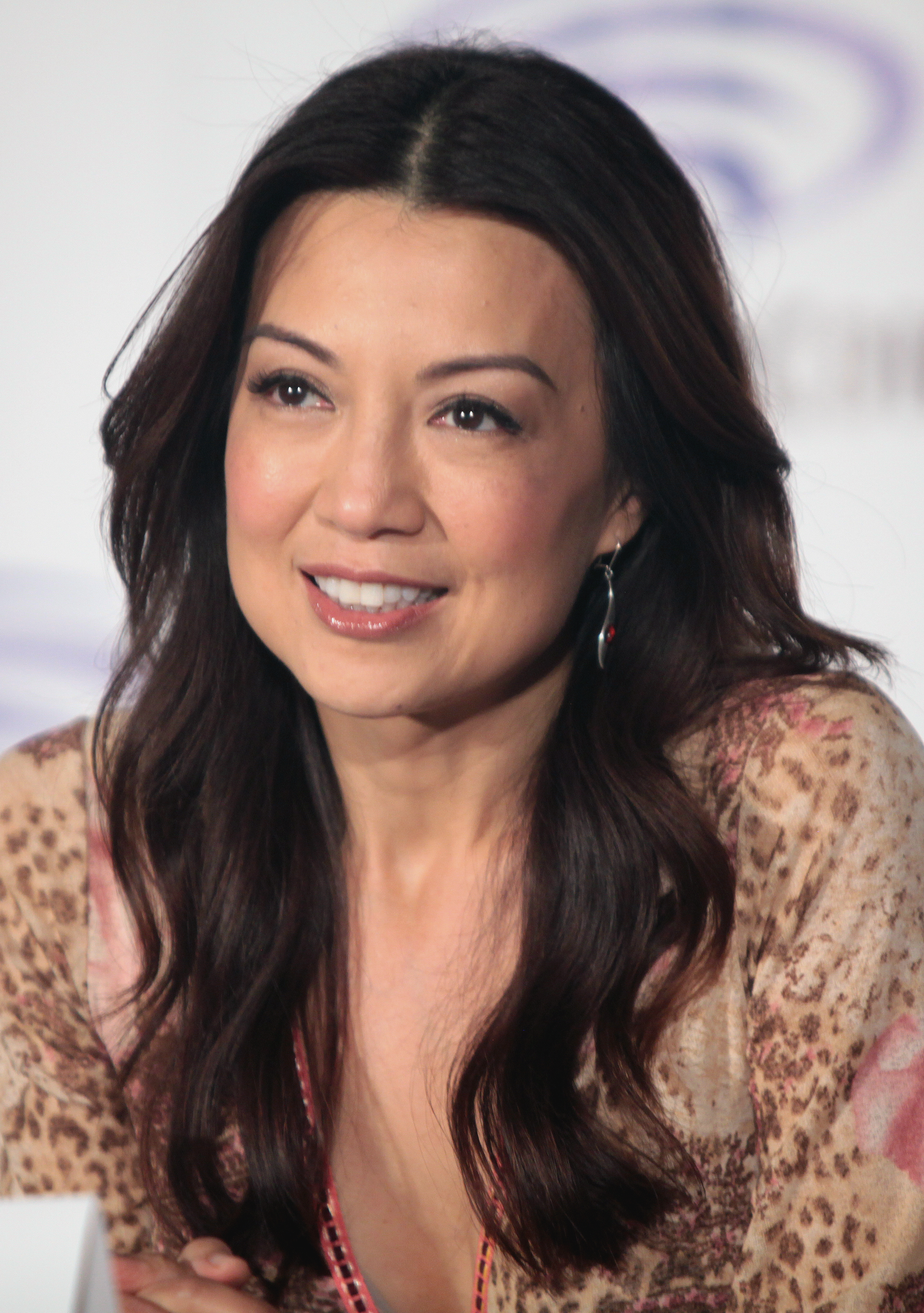
Ming-Na Wen
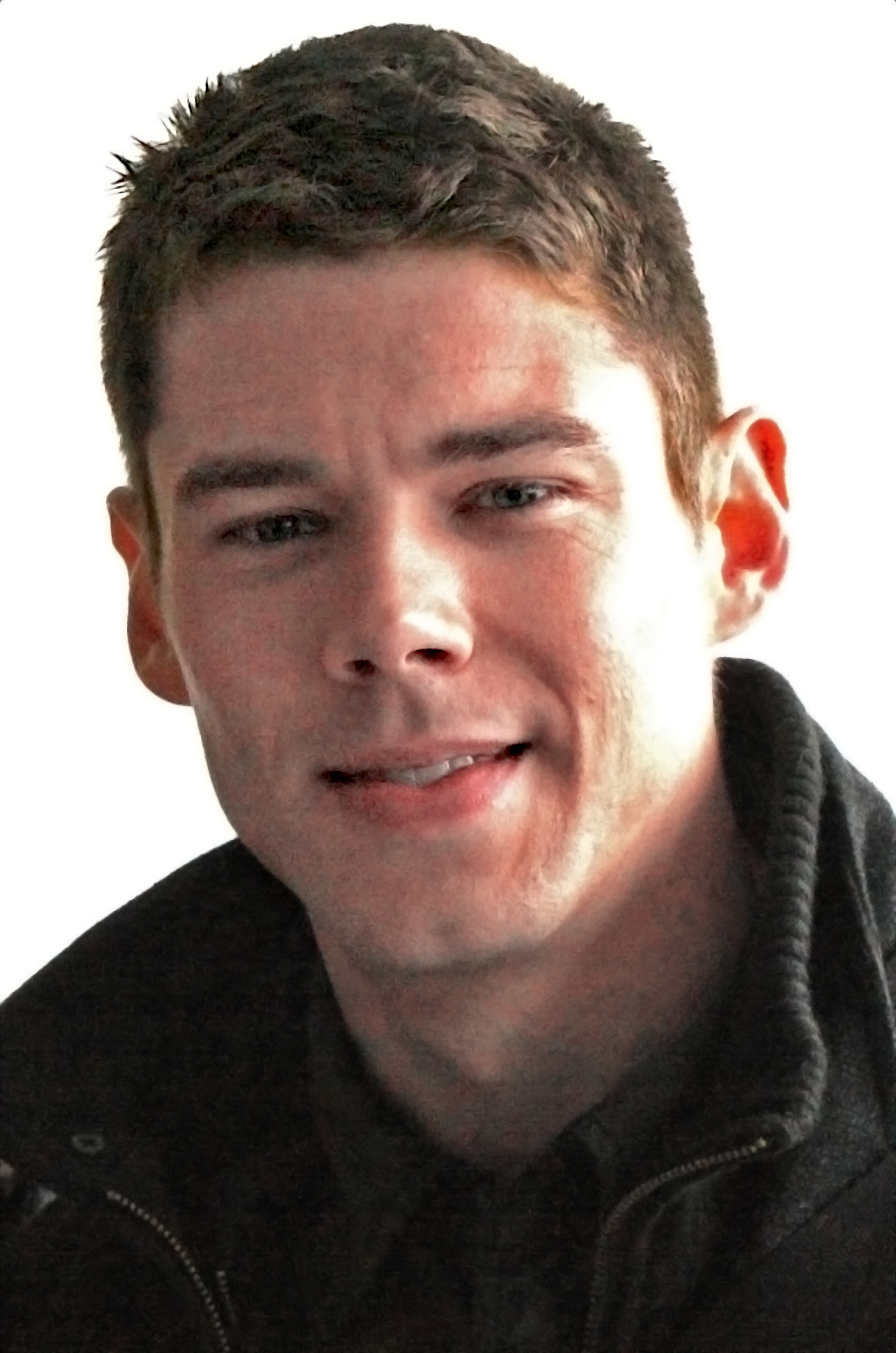
Brian J. Smith
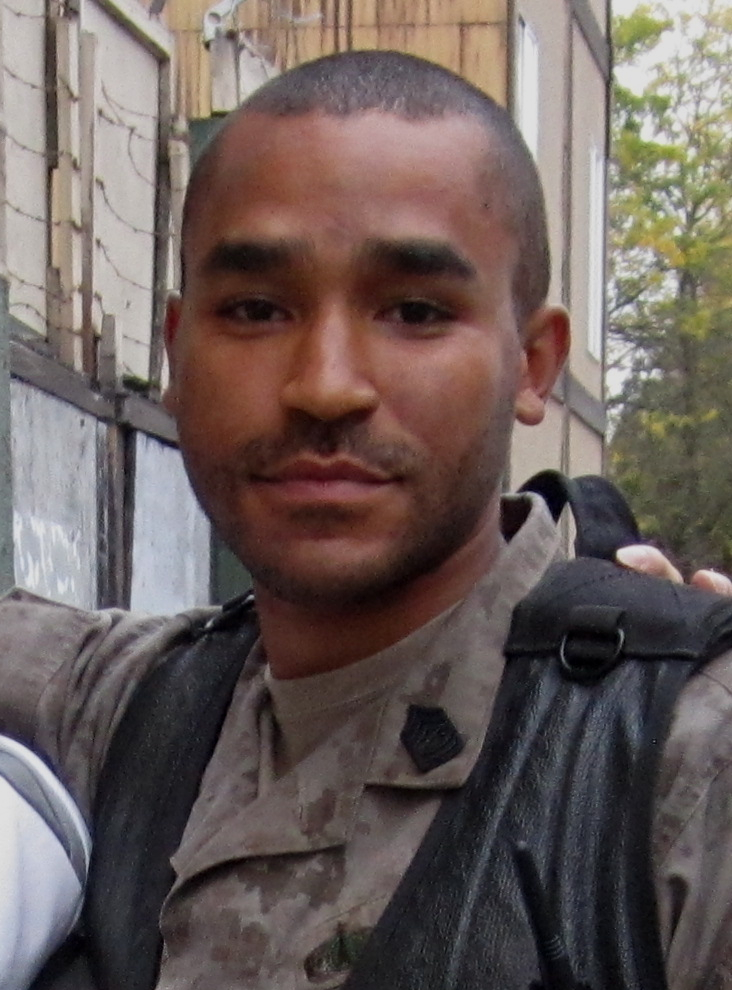
Jamil Walker Smith
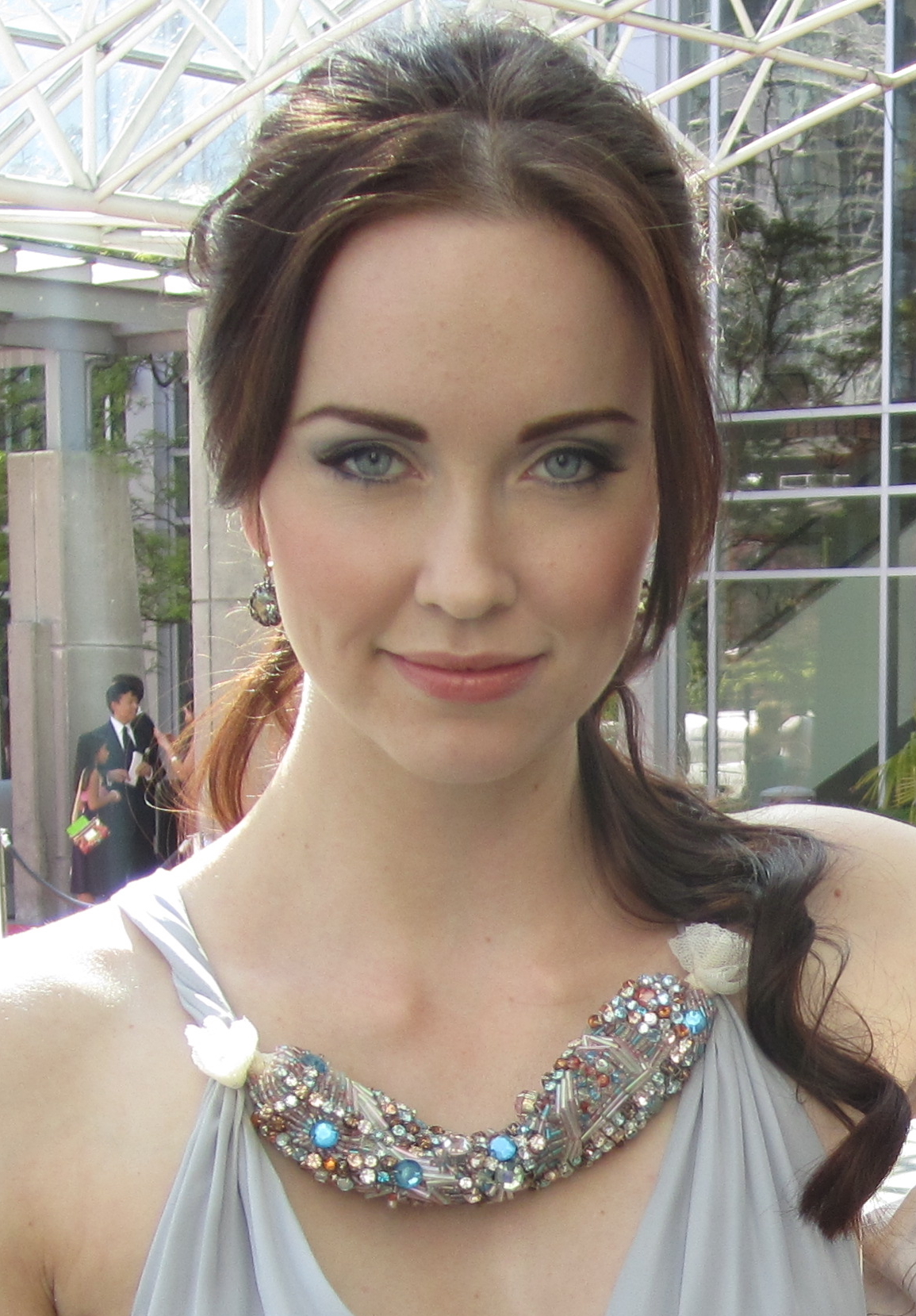
Elyse Levesque
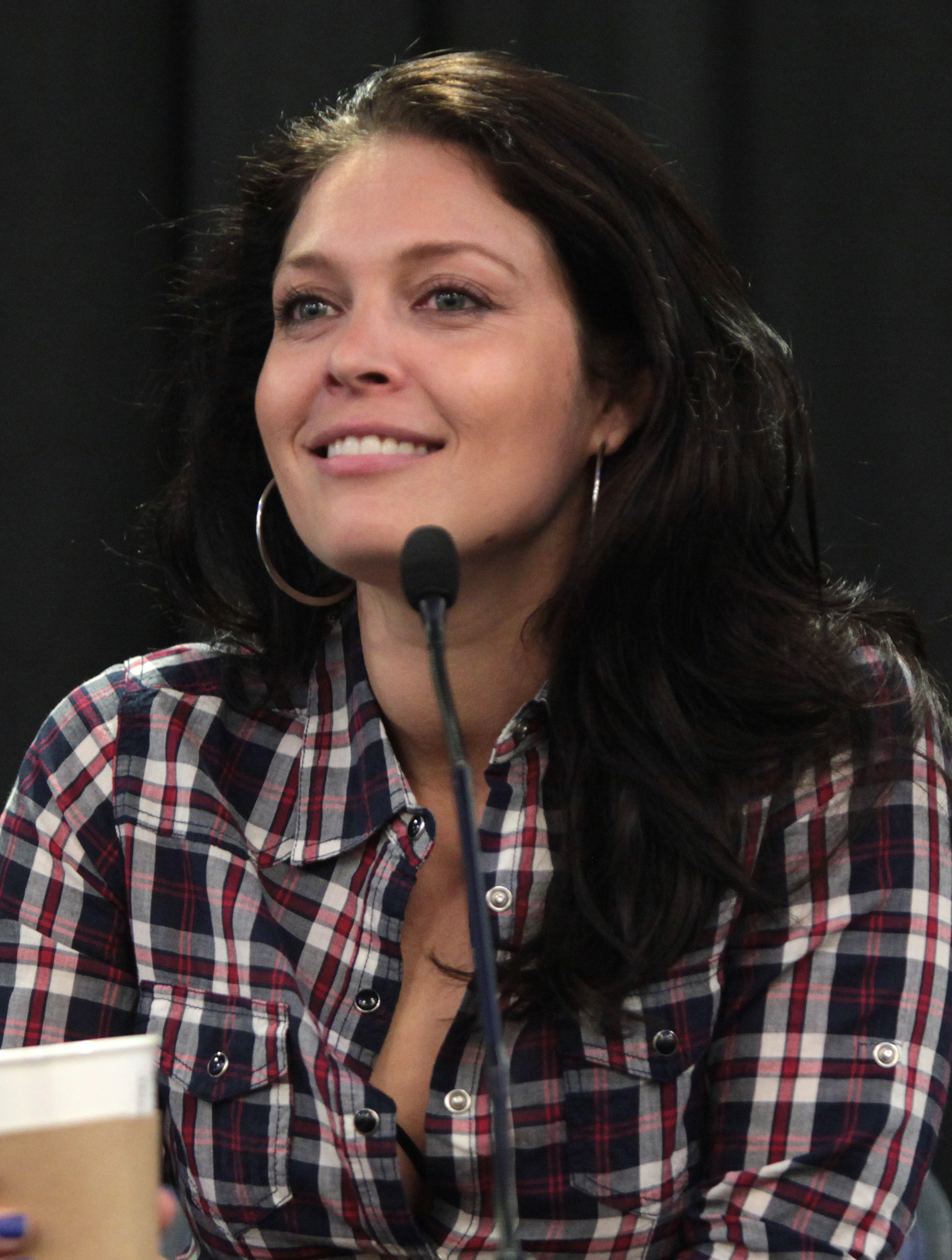
Alaina Huffman

### Distribution secondaire
- Lou Diamond Phillips (VF : Marc Saez) : Colonel David Telford
- Julia Benson (VF : Laurence Sacquet) : Lieutenant Vanessa James
- Mike Dopud : Varro
- Peter Kelamis (en) (VF : Franck Capillery) : Dr Adam Brody
- Patrick Gilmore (VF : Stéphane Pouplard) : Dr Dale Volker
- Jennifer Spence (VF : Catherine Desplaces) : Dr Lisa Park

### Acteurs invités venant deStargate SG-1etStargate Atlantis
Dès le départ, Robert C. Cooper a écarté toute inclusion permanente d'un des personnages bien connus des deux précédentes séries Stargate, tout en reconnaissant qu'« il y aura certainement plein d'occasions pour en avoir, et il y aura certainement quelques visages familiers dans le pilote et dans des épisodes ultérieurs ». Michael Shanks (Daniel Jackson) fait ainsi une petite apparition dans l'épisode pilote ainsi que dans quelques autres, ainsi que Gary Jones (Walter Harriman). Brad Wright a approché Robert Picardo (Richard Woolsey), qui s'est déclaré intéressé pour apparaître au début de la série. Ona Grauer, qui a joué le rôle de l'ancienne Ayiana dans SG-1 et Atlantis, apparaît aussi dans un des premiers épisodes d'Universe. Richard Dean Anderson (Jack O'Neill) apparaît dans plusieurs épisodes SG-U dont le pilote et Earth. Amanda Tapping (Samantha Carter) apparaît en tant que commandant de l'USS George Hammond. Enfin, dans la saison 2, on observe l'apparition de David Hewlett (Rodney McKay).
- Richard Dean Anderson (VF : Edgar Givry) : Lieutenant-Général Jack O'neill, commandant du Homeworld Command (saison 1, épisodes 1, 3, 7, 18 et 19)
- Amanda Tapping : Colonel Samantha Carter, commandant de l'USS Georges Hammond (saison 1, épisodes 1 et 19)
- Michael Shanks (VF : William Coryn) : Dr Daniel Jackson (saison 1, épisodes 1, 14, 18 et 19)
- Bill Dow (VF : Jean-François Lescurat) : Dr Bill Lee (saison 1, épisode 1 et saison 2, épisode 12)
- David Hewlett : Dr Rodney Mckay (saison 2, épisode 15)
- Robert Picardo : Richard Woolsey, responsable de l'expédition Atlantis (saison 2, épisode 15)
- Gary Jones : Sergent Walter Harriman (saison 1, épisodes 1, 2)
- Martin Christopher : Major Kevin Marks (saison 1, épisodes 1)
- Version française
  - Société de doublage : AUDI'ART

 Source et légende : version française (VF) sur RS Doublage

## Production

### Développement
Les créateurs Brad Wright et Robert C. Cooper ont conçu Stargate Universe non pas seulement comme une série dérivée de Stargate SG-1 à la manière de Stargate Atlantis mais aussi comme une série distincte des deux précédentes. Ils ont ainsi voulu créer une série différente dans le style et avec une histoire plus moderne et plus mature pour qu'elle ne soit pas une simple répétition de ce qui a déjà été vu.

### Attribution des rôles
De courtes analyses des personnages principaux de la série (créés pour les appels de casting) ont été dévoilées sur internet le 17 septembre 2008,. Joseph Mallozzi a expliqué que la réaction initiale des fans largement négative,, était une réponse passionnée à l'annonce faite précédemment de l'annulation d'Atlantis. Brad Wright a rejeté les commentaires négatifs disant qu'il s'agissait d'une réaction isolée contre l'annonce par la chaîne. La bible des personnages a été écrite afin d'aider les directeurs de casting et les agents dans leur processus de présélection : « Si elles sont écrites pour apparaître 'profondes' c'est tout simplement ridicule ». Robert C. Cooper répond quand on lui reproche la jeunesse du casting que la distribution SG-1 était assez jeune également lors de sa première saison. Les producteurs « recherchaient des personnes plus identifiables par le public et plus contemporaines », avec un « point de vue monsieur Tout-le-Monde » une fois mis en face des problèmes. Martin Gero considère Stargate Universe comme une série d'interaction entre des personnages différents, plus encore que les deux précédentes séries Stargate.
Des auditions se sont tenues à Los Angeles. Les producteurs ont cherché des acteurs bien connus pour les rôles principaux, mais ils cherchaient surtout à trouver « de nouveaux visages, ou des personnes vues ailleurs sans le savoir ». L'acteur Robert Carlyle fut le premier de la distribution principale à être annoncé vers la mi-décembre 2008. Le recrutement de Justin Louis, David Blue, Brian J. Smith et Jamil Walker Smith pour la distribution principale fut annoncé vers la mi-janvier 2009. Le recrutement d'Alaina Huffman et d'Elyse Levesque fut annoncé fin février 2009, en même temps que les autres acteurs dont le statut de principal ou récurrent n'a pas encore été établi. La distribution est américaine (Blue, Smith et Smith), canadienne (Louis, Levesque et Huffman) et britannique (Carlyle).

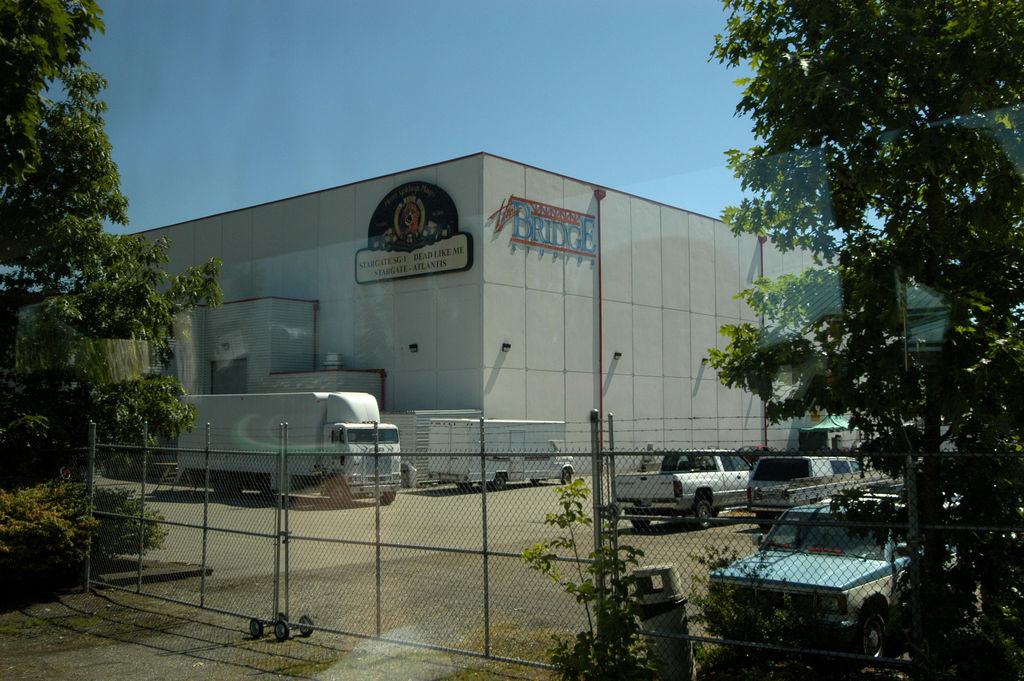
Les studios Bridge (Vancouver) ont abrité le tournage de la série.

### Tournage

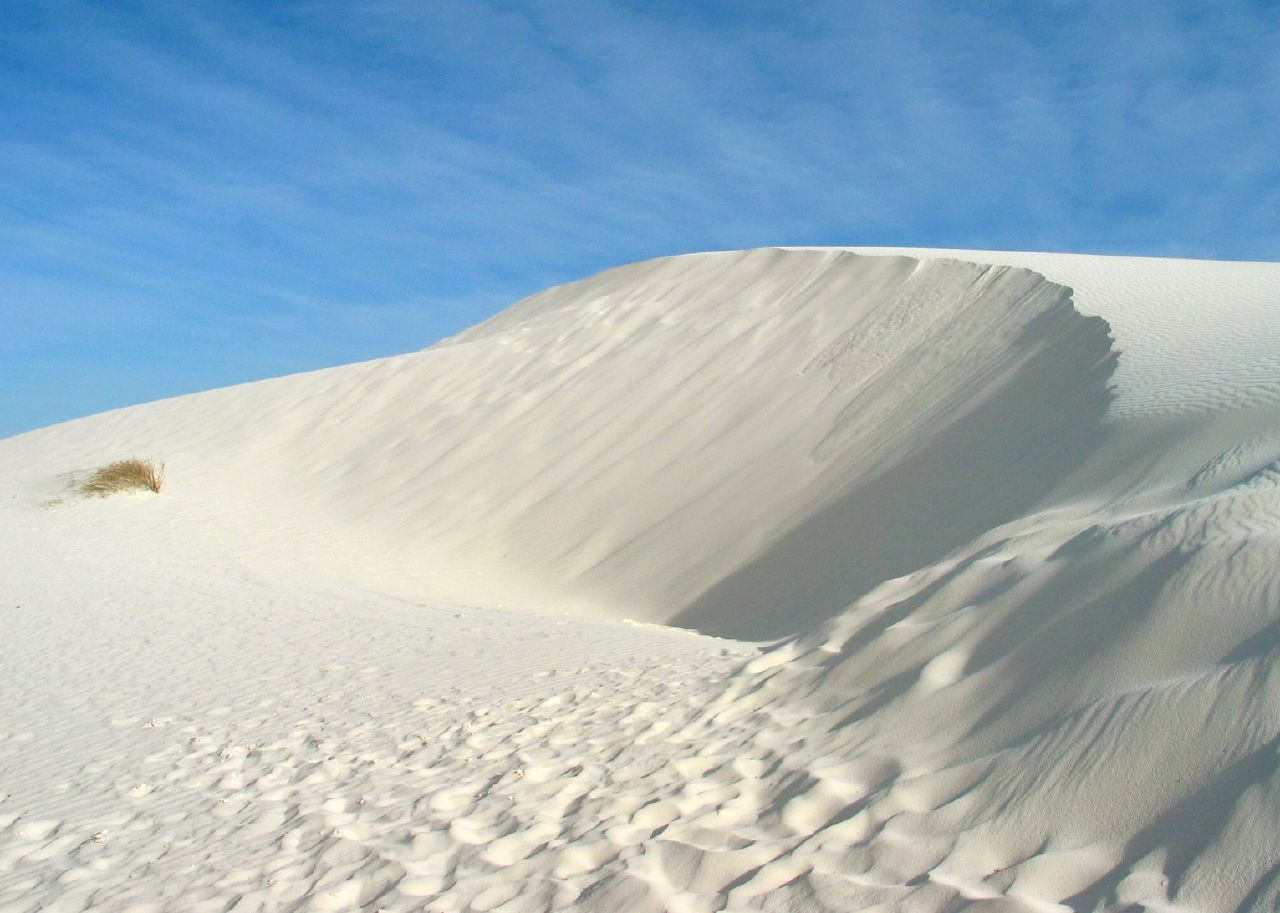
Le désert White Sands (Nouveau-Mexique) a servi au tournage du pilote (Air).

Les scénaristes commencent l'écriture des histoires de la première saison en novembre 2008 après la fin de la production de la cinquième saison de Stargate Atlantis. Le script est ensuite revu par l'Air Force et les Marine Corps des États-Unis. Les scénaristes ont également demandé conseil auprès de la géophysicienne Mika McKinnon. Le tournage de Stargate Universe débute le 18 février 2009 à Vancouver.

### Fiche technique
Sauf indication contraire, les informations mentionnées dans cette section peuvent être confirmées par la base de données cinématographiques IMDb,  présente dans la section « Liens externes ».
- Titre original et français : Stargate Universe
- Titre québécois : La Porte de l'Univers
- Création : Robert C. Cooper, Brad Wright
- Réalisation : Andy Mikita, William Waring, Peter DeLuise, Alex Chapple, Robert C. Cooper, Ernest R. Dickerson, Robert Carlyle, Félix Enríquez Alcalá, Rohn Schmidt, Helen Shaver
- Scénario : Robert C. Cooper, Brad Wright, Joseph Mallozzi, Carl Binder, Martin Gero et al.
- Direction artistique : Chris Beach
- Décors : James Robbins
- Costumes : Valerie Halverson
- Photographie : James Alfred Menard, Michael C. Blundell, Rohn Schmidt
- Son : Patrick Ramsay
- Montage : Mike Banas, Rick Martin, Brad Rines, Ryan Malone
- Casting : Paul Weber
- Musique : Joel Goldsmith
- Production : John G. Lenic, David S. Greathouse
  - Coproduction : Andy Mikita
  - Déléguée : Carl Binder, Robert C. Cooper, Joseph Mallozzi, Brad Wright, Paul Mullie, N. John Smith
  - Exécutive : George Horie
  - Associée : Jennifer Johnson
- Sociétés de production : MGM Television, NBCUniversal
- Sociétés de distribution : NBCUniversal (États-Unis et Belgique), Bell Média (Canada), Métropole Télévision (France)
- Budget : environ 2 millions USD par épisode[23]
- Pays d'origine :  États-Unis,  Canada
- Langue originale : anglais américain et canadien
- Format : couleur - 1.78:1 - son stéréo
- Genre : série télévisée de science-fiction
- Nombre de saisons : 2
- Nombre d'épisodes : 40
- Durée : 42 minutes
- Dates de première diffusion :
  - États-Unis / Canada : 2 octobre 2009
  - Belgique : 5 mars 2010
  - Canada (Québec) : 23 août 2010
  - France : 29 octobre 2010
- Classification : tous publics

### Diffusion internationale
- États-Unis : à partir du 2 octobre 2009 sur Syfy[24]
- Canada : à partir du 2 octobre 2009 sur Space
- Royaume-Uni : à partir du 6 octobre 2009 sur Sky1[25]
- Australie : à partir du 9 octobre 2009 sur Sci Fi Australia[26]
- Mexique : à partir du 30 novembre 2009 sur Scifila
- Italie : à partir du 12 janvier 2010 sur AXN[27]
- Allemagne : à partir du 24 février 2010 sur RTL II[28]
- Québec : à partir du 23 août 2010 sur Ztélé[29]
- France : à partir du 29 octobre 2010 sur Série Club[30].

Le 16 décembre 2010, la chaîne Syfy annonce son intention de ne pas reconduire la série pour une troisième saison, faisant de la deuxième saison, l'ultime saison,, alors que la série était au départ censée durer cinq saisons. Il fut un temps envisagé de produire un téléfilm pour terminer la série, mais en avril 2011 il fut annoncé que même ce projet ne pourrait voir le jour, signifiant ainsi la fin de Stargate Universe, ainsi que l’arrêt (du moins à court terme) de l’exploitation de l’ensemble de la franchise Stargate.

## Épisodes

### Première saison (2009-2010)
La base Icare se retrouve attaquée par surprise. Le Dr Rush est contraint de composer le neuvième chevron de la Porte des étoiles, les menant tout droit sur un vaisseau ancien, le Destinée. Lancé il y a des millions d'années et maintenant situé à des milliards d'années lumière de la Terre, le vaisseau est endommagé et l'équipage peu qualifié devra se battre pour sa survie, tout en subissant le conflit entre militaires et civils. Nouvelles planètes, nouvelles races extra-terrestres et nouveaux problèmes attendent l'équipage aux confins de l'univers.

### Deuxième saison (2010-2011)
L'Alliance Luxienne tente de s'emparer du Destinée pour en découvrir les secrets. Le Dr Rush essaye toujours de percer le code maître du vaisseau pour en prendre le contrôle. L'équipage fait la rencontre de nouveaux aliens. Tout le monde à bord essaye toujours de survivre avec le peu de ressources disponibles, tout en affrontant leurs anciens adversaires.

## Univers de la série

### Personnages
Dr Nicholas Rush joué par Robert Carlyle
Le « scientifique brillant du vaisseau animé d'un esprit machiavélique » que Joseph Mallozzi a tout d'abord appelé Dr David Rush dans son blog vers la mi-novembre 2008. L'équipage du vaisseau croit que Rush est en train de perdre la tête, mais en fait il a toujours une raison pour ses actions. Mallozzi rectifia les rapports de distribution vers la mi-décembre 2008 en disant que Rush « n'est pas le leader de l'expédition improvisée. Cet honneur incombe au Colonel Everett Young. Pour le moment. Mais les choses peuvent changer à bord du vaisseau opéré par un groupe disparate dont chaque membre a des préoccupations très différentes… ». Rush est le seul personnage principal confirmé qui n'a pas été mis dans les ébauches initiales de casting. À peu près une année avant d'avoir été approché, Carlyle voulait essayer quelque chose de nouveau dans sa carrière et s'était rapproché des compagnies de télévision à Los Angeles. Ils lui firent plusieurs propositions, mais Stargate Universe l'attira plus fortement parce que « tout à coup, un drame se déroulait dans l'espace, [et] dans le passé, c'était quelque chose qui manquait un peu dans ce domaine ». Il était au courant du succès de la franchise Stargate et a vu « pas mal d'épisodes de SG-1, plus un paquet d'Atlantis ». Carlyle accepta le rôle à cause de la prise de position de Wright et Cooper sur l'aspect dramatique et la direction de la série, et parce qu'il est « [honnêtement] plus que préparé » à jouer le personnage si possible plusieurs années. Selon Robert C. Cooper, Carlyle gardera son accent écossais pour le rôle.
Colonel Everett Young joué par Justin Louis
Décrit dans l'ébauche initiale comme « beau, compétent, ancien leader d'une équipe SG » dans la quarantaine et ayant le grade de colonel. Il est un peu « le Jack O'Neill d'il y a dix ans » bien qu'il ait des abords plus difficiles. Au début de Stargate Universe, il a été marié pendant deux ans et est le commandant par intérim d'une base secrète hors Terre.
Eli Wallace joué par David Blue
Appelé Eli Hitchcock dans l'appel de distribution, Eli Wallace est un « tire-au-flanc de première » du haut de ses vingt-cinq ans et un « génie extrême » en mathématiques, ordinateur et dans d'autres domaines. Il est un rejeté social avec un « sens acerbe de l'humour », et manque de confiance en ses capacités. L'ébauche de personnages le compare au « personnage de Matt Damon dans Will Hunting avec un peu de Jack Black en plus ». Il sera la principale source de la partie comique de la série.
Lieutenant Matthew Scott joué par Brian J. Smith
Un jeune membre du SGC talentueux et bien entrainé de vingt-six ans qui a le grade de lieutenant. Il est « mentalement non préparé à l'urgence de la situation » à l'intérieur du vaisseau. Il était nommé Jared Nash dans l'appel de distribution initial. Avant de faire partie de la distribution, Brian J. Smith travaillait comme acteur de plateau à New York depuis un an et demi et a vu quelques épisodes de Stargate. Smith a enregistré son audition Stargate Universe et fut invité à un test caméra à Los Angeles. Il reçut la nouvelle de son embauche quelques jours après le test caméra.
Sergent Ronald Greer joué par Jamil Walker Smith
Nommé dans les premiers documents de distribution Ron « Psycho » Stasiak, Ronald Greer est un marine « grand, fort, silencieux » âgé de 20 ans avec un passé mystérieux, qui a du mal à contrôler son tempérament dans des situations hors combat, ce qui lui vaut d'être dans les cellules de la base. L'ébauche des personnages le compare au personnage d'Eric Bana (« Hoot ») dans La Chute du faucon noir. Il a le grade de Master sergeant.
Chloe Armstrong jouée par Elyse Levesque
Elle est la fille « sensationnelle et sexy » d'un sénateur des États-Unis de vingt-trois ans (d'après la scène où chaque personnage se décrit devant le "Kino"), qui sera éprouvée « après la mort tragique de son père et les circonstances terribles du fait d'être piégée dans un vaisseau spatial ». Son père (joué par Christopher McDonald) avait une vision politique du projet « Porte des étoiles » visant à essayer d'appeler le neuvième chevron. Avant que les producteurs aient fixé le nom définitif, le personnage était appelé Chloe Carpenter puis Chloe Walker. L'« audition merveilleusement tout en nuances » de Levesque a convaincu les producteurs de l'engager, parce qu'elle a démontré une « capacité impressionnante d'adaptation dans deux scènes très différentes [et] exigeantes ».
Lieutenant Tamara Johansen jouée par Alaina Huffman
Appelée Tamara Jon dans l'ébauche des personnages, elle est une aide médicale du SGC d'une trentaine d'années, avec une expérience du terrain hors de la Terre. Elle vient d'un milieu modeste, pourtant elle est « belle, forte, intelligente, compétente ». Au début de la série, elle est dépassée par son manque de connaissances et d'expérience en médecine, et par le manque de médicaments et de matériel médical dans le vaisseau. Elle a le grade de Lieutenant. Mallozzi a qualifié l'audition de Huffman en décembre 2008 de « tellement bonne, que franchement, nous aurions été fous de ne pas la prendre ».
Camile Wray jouée par Ming-Na Wen
Directrice des ressources humaines de la CIS qui devient par défaut le membre le plus important de la CIS isolé dans le vaisseau. Elle possède «une fausse idée de l'importance et de la supériorité sur les autres populations militaire et civile allant de pair avec son obstination à le revendiquer». Mallozzi pensait en décembre 2008 que le personnage « possède plein de potentiel pour se mettre dans la peau de Young et compagnie. Elle est en fin de compte le genre de personnage qu'on aime ou qu'on déteste, qui démontrera le fléau à beaucoup de principaux dans la série, et probablement aussi à certains qui la verront ». D'abord mentionné dans le blog de Mallozzi fin novembre 2008, Camille Wray fut considéré comme un personnage potentiellement récurrent après sa première apparition dans l'épisode pilote. Elle devrait normalement apparaître dans Earth et dans l'épisode de mi-saison en deux parties,.

### Généralités
L'histoire de Stargate Universe se déroule à bord du Destinée, un vaisseau qui servit de lieu d’expérience pour les Anciens, il y a plusieurs millions d’années. Ceux-ci n’ont jamais vu l’aboutissement de cette expérience, car ils se sont focalisés sur l’ascension. L’expérience des Anciens consistait à envoyer un vaisseau jusqu'à la frontière de l'univers et de le rejoindre grâce au neuvième chevron de la porte des étoiles. Il y a des millions d’années — bien avant que les Anciens ne quittent la Voie lactée pour Pégase —, la série montre que les Anciens ont envoyé des vaisseaux automatisés à travers l’univers. Les premiers pour placer des portes des étoiles et les autres pour suivre le tracé des portes et explorer l'univers. Le nombre de vaisseaux envoyés n'est pas connu. L'équipage à bord du Destiné croisera plusieurs de ces vaisseaux au cours de son expédition. En composant une adresse de sept symboles sur une porte des étoiles, on arrive à contacter une autre planète dans une même galaxie. Une adresse à huit symboles permet de contacter une autre galaxie, ce qui constituait la base de la série Stargate Atlantis située dans la galaxie de Pégase. Le neuvième chevron sert à contacter le vaisseau Ancien se trouvant à une distance telle qu'aucun autre vaisseau ne pourrait l'atteindre.
La série Stargate Universe a été lancée avant la grève des scénaristes américains. Selon Brad Wright, le concept de la série est bon, mais le prix demeure une inconnue importante. Les studios de production veulent une série qui ne reste pas sur un goût d’inachevé.
Le rapport de Hollywood Reporter apporte quelques informations supplémentaires concernant l'histoire : « Universe introduira une équipe d'explorateurs qui trouve un vaisseau Ancien abandonné appelé Destinée. Incapable de retourner sur Terre, l'équipage devra se débrouiller par lui-même à bord du vaisseau, dont la mission préprogrammée est de les emmener aux confins de l'univers. » Une nouvelle série implique de nouveaux personnages, et donc une nouvelle distribution artistique. Le nouvel acteur principal est Robert Carlyle. L'apparition d'anciens acteurs de la franchise a lieu à plusieurs reprises dans la série. « Nous avons l'opportunité de réinventer la franchise et de la rendre plus accessible à une nouvelle génération » explique Syfy. « On ne veut pas refaire la même chose (que Stargate SG-1). Il s'agira de construire quelque chose de différent de l'actuelle franchise, tout en misant sur une nouvelle distribution pour lui redonner un coup de jeune. ».

### Technologies principales

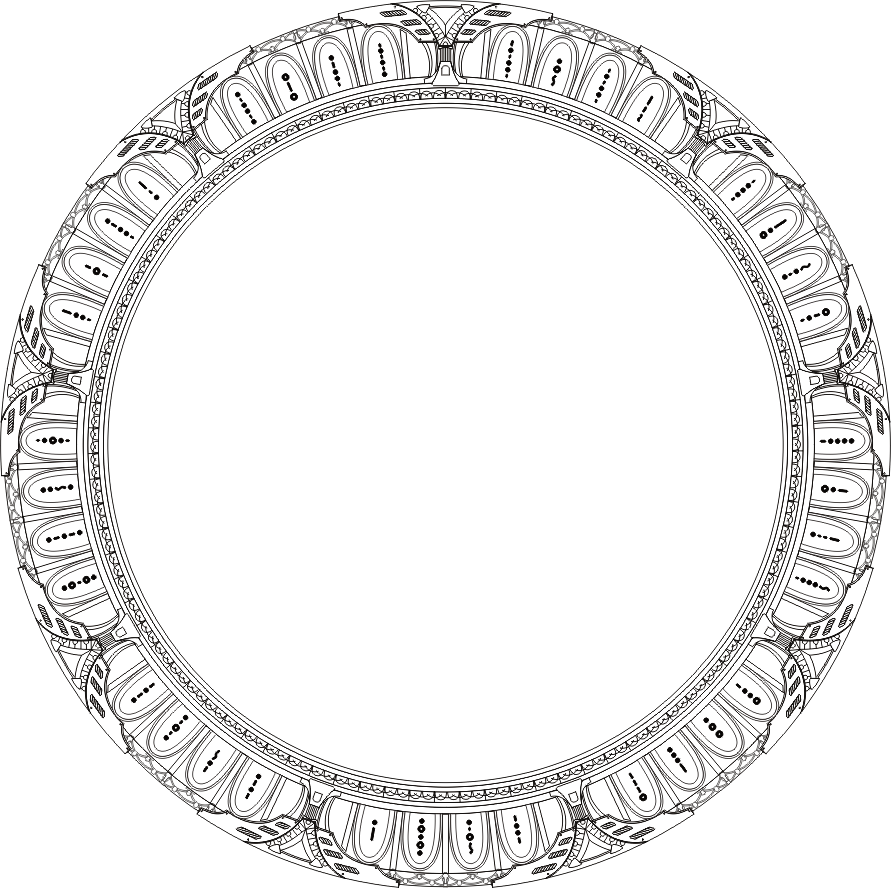
Schéma de la porte des étoiles du Destinée. Le modèle est différent de ceux de SG-1 et SGA.

- Porte des étoiles : Le modèle situé à bord du Destinée est aussi ancien que le vaisseau. Elle n'est utilisable que lorsque celui-ci n'est pas en VSL, et ne peut se connecter qu'à quelques portes situées à portée et déjà semées par les vaisseaux automatiques précédents. Contrairement aux autres Portes des étoiles de la franchise, elles n'ont pas de cadran mais sont activées par une télécommande qu'il faut impérativement posséder.
- Destinée : Le vaisseau est en pilotage automatique. Il suit d'autres vaisseaux chargés de semer des portes des étoiles, mais sa destination finale reste mystérieuse. Il ne dispose pas de propulsion hyperspatiale mais d'une propulsion VSL moins efficace. Par intermittence, le vaisseau sort de VSL pendant une durée fixée par un compte à rebours pour permettre aux passagers d'utiliser la Porte des étoiles. La plupart des systèmes du vaisseau sont hors de leur contrôle et rarement pleinement fonctionnels. Le vaisseau se recharge régulièrement en traversant la couronne d'une étoile.
- Pierres de communication : déjà introduites dans les dernières saisons de Stargate SG-1 et Stargate Atlantis. Tant qu'elles sont actives, elles permettent à deux personnes d'échanger leurs corps en temps réel, et ce apparemment sans limite de portée. Elles représentent ainsi le seul moyen de communication de l'équipage avec la Terre. Pour des raisons de clarté, un personnage utilisant les pierres est représenté sous l'apparence physique de celui qui l'habite. En revanche les miroirs et caméras renvoient leur véritable apparence, qui est celle perçue par les autres personnages.
- Kino : Il s'agit d'une sonde-caméra volante ressemblant à une petite sphère. Elle est découverte lorsque le vaisseau Ancien est fouillé dans l'épisode Air. Les Kinos furent conçues à la base pour la reconnaissance (comme les sondes MALP des séries précédentes) mais Eli Wallace s'en sert également pour garder une trace de la vie quotidienne à bord.

### Principales factions et races
Comme le vaisseau est toujours en mouvement, la plupart des espèces présentes dans la série n'apparaissent que temporairement. On peut citer :
- les araignées géantes[48] ;
- les calamars[49].

Les factions récurrentes de la série sont :
- les Tau'ri ;
- les Anciens ;
- l'Alliance luxienne[Épisode 1] ;
- les Nakais, race extraterrestre fictive[Épisode 2] ;
- les Ursini[50] ;
- les Drones[Épisode 3] ;

On peut également noter la présence d'extra-terrestres extrêmement évolués, capables semble-t-il de créer des planètes et de ressusciter les morts, pour un temps au moins (ce pouvoir avait déjà été vu dans Stargate SG-1 chez les Nox et n'est donc pas totalement invraisemblable). Ils n'apparaissent pourtant pas directement à l'équipage du Destinée.

## Accueil

### Audiences
Pour des raisons techniques, il est temporairement impossible d'afficher le graphique qui aurait dû être présenté ici.

### Réception critique
De manière générale, Stargate Universe a reçu des critiques mitigées aux États-Unis dès sa première diffusion. Sur le site Web agrégateur de critiques Metacritic, la série réalise un score de 58 sur 100, d'après 10 critiques parues entre 2009 et 2011. Sur l'autre site Web agrégateur de critiques Rotten Tomatoes, la série obtient un score moyen plus élevé, atteignant 70 sur 100 pour les deux saisons avec 61 sur 100 pour la première saison d'après 23 critiques parues entre 2009 et 2019 et 80 sur 100 pour la deuxième saison d'après 10 critiques parues entre 2010 et 2019.

## Produits dérivés

### Sorties en DVD et disques Blu-ray
États-Unis
La MGM a fait sortir la première moitié de la première saison (soit d’Air à Justice) en Blu-rayDVD le 9 février 2010. Ce DVD s'intitule Stargate Universe 1.0 et contiennent de nombreux bonus, dont :
- les webisodes filmés avec les kinos ;
- les vidéos de présentation de l'univers Stargate, par le Dr Daniel Jackson ;
- des commentaires audios des acteurs et des producteurs ;
- un entretien d'Andy Mikita, un des réalisateurs de la série.

France
Le premier DVD de  Stargate Universe sortie le 1er septembre 2010 sur lequel se trouvent les trois parties de l'épisode pilote, Air. Les DVD de la première saison sont sortis le 10 novembre 2010
|                                              | Sortie des DVD    | Sortie des DVD              | Sortie des DVD                | Sortie des DVD                    | Sortie des Blu-ray                   | Sortie des Blu-ray                               | Sortie des Blu-ray                  |
| Coffret Blu-ray & DVD                        | Nombre d'épisodes | Zone 1 (États-Unis, Canada) | Zone 2 (Royaume-Uni, Irlande) | Zone 2 (France, Suisse, Belgique) | Région A (Amérique, Asie du Sud-Est) | Région B (Europe, Afrique, Australie et Océanie) | Région B (France, Suisse, Belgique) |
| -------------------------------------------- | ----------------- | --------------------------- | ----------------------------- | --------------------------------- | ------------------------------------ | ------------------------------------------------ | ----------------------------------- |
| Pilote (Air)                                 | 3                 | NC                          | NC                            | 1er septembre 2010                | NC                                   | NC                                               | NC                                  |
| Stargate Universe : 1.0                      | 10                | 9 février 2010              | NC                            | NC                                | 9 février 2010                       | NC                                               | NC                                  |
| Stargate Universe : 1.5                      | 10                | 27 mai 2010                 | NC                            | NC                                | 27 juillet 2010                      | NC                                               | NC                                  |
| Stargate Universe L'intégrale de la saison 1 | 20                | 5 octobre 2010              | 5 juillet 2010                | 10 novembre 2010                  | 5 octobre 2010                       | 5 juillet 2010                                   | NC                                  |
| Stargate Universe L'intégrale de la saison 2 | 20                | 31 mai 2011 7 juin 2011     | 4 juillet 2011                | 9 novembre 2011                   | NC                                   | 4 juillet 2011                                   | NC                                  |
| Stargate Universe L'intégrale de la série    | 40                | NC                          | 29 août 2011                  | 9 novembre 2011                   | NC                                   | NC                                               | NC                                  |

### Livres
Avec seulement deux saisons, Stargate Universe s'est terminée prématurément. Afin de conclure l'histoire, une suite est publiée dans une série de comic books éditée par American Mythology Productions écrite par Jeffrey C. Vaughn et Marc L. Haynes mais non par les créateurs et les scénaristes de la série télévisée. Le premier tome, Back to Destiny, est paru en juin 2017. Le second tome, Back to Destiny 2, est paru en septembre 2017. Back to Destiny 3 est publié en janvier 2018. Le quatrième tome, Back to Destiny 4, est publié en mai 2018. Back to Destiny 5 est sorti en juin 2018 et le dernier tome, Back to Destiny 6, est publié en septembre 2018. La série est regroupée dans un seul volume intitulé Stargate Universe: Volume One paru en octobre 2018.

## Sources
- (en) Cet article est partiellement ou en totalité issu de l’article de Wikipédia en anglais intitulé « Stargate Universe » (voir la liste des auteurs).

### Épisodes
1. ↑  Stargate Universe, 1*20 L'ennemi intérieur
2. ↑  Stargate Universe, 1*11 Premier Contact
3. ↑  Stargate Universe, 2*10 Confrontation (1re partie)
4. ↑  Stargate Universe, 1*13 Éden
5. ↑  Stargate Universe, 2*09 Retour d'Éden